# テレンス・クロフォード
テレンス・クロフォード（Terence Crawford、1987年9月28日 - ）は、アメリカ合衆国のプロボクサー。ネブラスカ州オマハ出身。現WBA世界スーパーウェルター級王者。元WBO世界ライト級王者。元WBAスーパー・WBC・IBF・WBOスーパー世界スーパーライト級統一王者。元WBAスーパー・WBC・IBF・WBOスーパー世界ウェルター級統一王者。元WBO世界スーパーウェルター級暫定王者。世界4階級制覇王者。史上初の2階級4団体統一王者。

## 来歴
レスリング一家に生まれ、7才の頃から高校時代までボクシングと平行してレスリングをやっていた。

### アマチュア時代
2005年、全米選手権に出場するも準々決勝で敗退。
2006年、全米選手権にライト級(60kg)で出場。初戦でミゲル・アンヘル・ガルシアを破るも、準決勝でダニー・ガルシアに敗れた。
2006年、ナショナル・ゴールデングローブにライト級(60kg)で出場するが決勝で敗退。
2007年、エクアドルクエンカで行われたパンアメリカンアマチュアボクシング選手権にライト級(60kg)で出場するが準決勝で敗退。
2007年、全米選手権にライト級(60kg)で出場、準々決勝でミゲル･ゴンザレスを破るが準決勝で敗退。
2007年、オリンピック国内選考会にライト級(60kg)で出場。ディエゴ・マグダレノに勝利するがサダム・アリとミゲル・ゴンザレスに敗れ代表選考から漏れた。

### プロ時代

#### ライト級
2008年3月14日、コロラド州デンバーのアスレチック・クラブでデビュー戦を行い、初回26秒KO勝ちを収めデビュー戦を白星で飾った。
2013年6月15日、テキサス州ダラスのアメリカン・エアラインズ・センターでアレハンドロ・サナビアとNABO北米ライト級王座決定戦を行い、6回17秒TKO勝ちを収め王座獲得に成功した。
2013年8月7日、HBOが『チャンピオンたちの夕食会』と題した食事会を主催、HBOが試合を放送している選手の中でファン・マヌエル・マルケス、ゲンナジー・ゴロフキン、ミゲル・アンヘル・ガルシア、ユリオルキス・ガンボア、マイク・アルバラード、アドニス・ステベンソン、ルスラン・プロボドニコフ、ノニト・ドネアと共にクロフォードも招待された。
2014年3月1日、スコットランドグラスゴーのスコティッシュ・エキシビジョン・センターでWBO世界ライト級王者のリッキー・バーンズと対戦し、12回3-0（116-112、117-111、115-112）の判定勝ちを収め王座獲得に成功した。
2014年6月28日、ネブラスカ州オマハのセンチュリーリンク・センター・オマハで元世界3階級制覇王者でWBO世界ライト級6位のユリオルキス・ガンボアと対戦。5回と8回に1度ずつ、9回には2度ダウンを奪い、9回2分53秒KO勝ちを収め、初防衛に成功した。試合後ドーピング検査が行われると指示があり控え室で待機していたが、結局ネブラスカ州アスレチックコミッションの怠慢により検査は行われなかった。
2014年11月29日、センチュリーリンク・センター・オマハでWBO世界ライト級1位のレイムンド・ベルトランと対戦。12回3-0（2者が119-109、120-108）の判定勝ちを収め2度目防衛、リングマガジン認定王座の獲得に成功した。12月15日、WBOはクロフォードを12月度の月間MVPに選出した。
2015年2月23日、アメリカ合衆国ボクシングライター・アソシエーションの2014年の年間最優秀選手賞にあたる「シュガー・レイ・ロビンソン賞」に選出された。

#### スーパーライト級
2015年4月18日、テキサス州アーリントンのテキサス大学アーリントン校構内にあるカレッジ・パーク・センターでWBO世界スーパーライト級5位のトーマス・ドゥローメとWBO世界スーパーライト級王座決定戦を行い、6回1分51秒TKO勝ちを収め2階級制覇を達成した。
2015年10月24日、センチュリーリンク・センター・オマハでWBO世界スーパーライト級6位のディエリー・ジャンと対戦し、初回と9回、10回と3度のダウンを奪い10回2分30秒TKO勝ちを収め、初防衛に成功した。
2016年2月27日、マディソン・スクエア・ガーデン・シアターでWBO世界スーパーライト級11位のヘンリー・ランディーと対戦し、5回2分9秒TKO勝ちを収め、2度目の防衛に成功した。
2016年4月22日、前週に車の修理工場で自身の車の塗装代1,350ドルの支払いで店側と揉め、店員が他の客の対応をしている隙に、仲間と共に勝手に車をリフトから降ろして逃げ去り、その際にリフトを破損させ5,000ドルの損害を与えたとして店側が警察に訴えていた事件で、この日、クロフォードが破壊行為、サービスに対する窃盗、不法侵入などの容疑で警察に出頭した。
2016年7月23日、MGMグランド・ガーデン・アリーナでWBC世界スーパーライト級王者のビクトル・ポストルと王座統一戦を行い、12回3-0（2者が118-107、117-108）の判定勝ちを収め王座統一に成功、WBC王座の獲得に成功、リングマガジン認定王座の獲得にも成功し、WBO王座の3度目の防衛にも成功した。7月27日、WBOはクロフォードを7月度の月間MVPに選出した。年8月12日、WBCはクロフォードを8月度の月間MVPに選出した。
2016年12月10日、センチュリーリンク・センター・オマハでWBC世界スーパーライト級3位でWBO世界スーパーライト級2位のジョン・モリーナ・ジュニアとWBC王座並びにWBO王座を懸け対戦する予定だったが前日計量でモリーナにスーパーライト級の規定体重である140ポンド（63.50kg）を3.4ポンド（1.54kg）上回る体重超過があり失格となった為、クロフォードが勝ったときのみ王座防衛となる条件で試合は行われ、クロフォードが8回2分32秒TKO勝ちを収めたためWBC王座の初防衛に成功、WBO王座の4度目の防衛にも成功した。この試合でクロフォードは150万ドル(約1億7千万円)、モリーナは40万ドル(4500万円)のファイトマネーを稼いだ。
2016年12月15日、車の修理工場での事件についてネブラスカ州ダグラス郡の裁判所がクロフォードに懲役90日、執行猶予2年、弁償金6千ドル、社会奉仕活動120時間の有罪判決を言い渡した。クロフォードの弁護士は上訴をして保釈金1万ドルを支払い、クロフォードは保釈された。
2017年5月20日、マディソン・スクエア・ガーデンで北京オリンピックライトウェルター級金メダリストでWBC世界スーパーライト級3位でWBO世界スーパーライト級10位のフェリックス・ディアスと対戦し、ディアスの10回終了時棄権によりWBC王座の2度目の防衛に成功、WBO王座の5度目の防衛にも成功した。

##### スーパーライト級4団体王座統一
2017年8月19日、ネブラスカ州リンカーンのピナクル・バンク・アリーナでWBA・IBF世界スーパーライト級統一王者のジュリアス・インドンゴと王座統一戦を行い、3回1分18秒TKO勝ちを収めスーパーライト級王者として初めて主要4団体の統一に成功、男子では2005年7月16日にミドル級でジャーメイン・テイラーが主要4団体を統一して以来、女子を含めても2014年9月13日にウェルター級でセシリア・ブレークフスが統一したの続く史上4人目の快挙を成し遂げた。尚、WBOは同月18日にクロフォードをスーパー王座に認定した。
2017年8月25日、車の修理工場での事件で下された判決が過剰であったとして、懲役90日の処分が取り消された。
2017年8月30日、IBF世界スーパーライト級王座を返上した。
2017年8月31日、WBAはクロフォードを8月度の月間MVPに選出した。9月11日、WBOはクロフォードを9月度の月間MVPに選出した。同日、WBCはクロフォードを9月度の月間優秀選手賞に選出した。

#### ウェルター級
2017年10月26日、WBOは年次総会に於いて同年12月13日に行われるWBO世界ウェルター級王者ジェフ・ホーン対WBO世界ウェルター級10位ゲーリー・コーコラン戦の勝者に対してクロフォードとの対戦を義務付けた。
2017年12月27日、ESPNとヤフー・スポーツから2017年度の年間最優秀選手賞に選出された。
2018年1月19日、ジェフ・ホーン擁するデュコ・イベンツのディーン・ロナーガン氏はWBO世界ウェルター級王者のジェフ・ホーンとWBO世界ウェルター級1位のテレンス・クロフォードの間で行われる指名試合を同年4月14日にマディソン・スクエア・ガーデンで行うと発表したが、3月8日にクロフォードがスパーリング中に負傷したために延期になった。
2018年6月9日、MGMグランド・ガーデン・アリーナでWBO世界ウェルター級王者ジェフ・ホーンと対戦し、9回2分33秒TKO勝ちを収め3階級制覇を達成した。
2018年7月19日、ESPY賞のベストファイター賞に選出された。
2018年10月13日、地元オマハのCHIヘルスセンターでWBO世界ウェルター級14位で元WBA世界スーパーライト級暫定王者ホセ・ベナビデスと対戦し、12回2分42秒TKO勝ちを収め初防衛に成功した。
2018年11月1日、WBOから2018年度年間最優秀選手賞（ファイター・オブ・ザ・イヤー）に選ばれた。
2019年4月20日、マディソン・スクエア・ガーデンでWBO世界ウェルター級2位で元世界スーパーライト級統一王者アミール・カーンと対戦し、6回47秒TKO勝ちを収め2度目の防衛に成功した。
2020年11月14日、ラスベガスのMGMグランド内 ザ・バブルでWBOランキングノーランカーのケル・ブルックと対戦し、4回TKO勝ちを収め4度目の防衛に成功した。
2021年4月28日、ボブ・アラムが、クロフォードとマニー・パッキャオが6月5日にアラブ首長国連邦の首都アブダビで対戦することで試合の条件に両選手とアブダビの投資家グループが合意をしていたが、アブダビ側が約束の金額を集めることが出来なかったために試合が消滅したと発表した。
2021年11月20日、ラスベガスのミケロブ・ウルトラ・アリーナでWBO世界ウェルター級2位のショーン・ポーターと対戦し、10回に2度ダウンを奪い、ポーターは立ち上がるもコーナーが棄権を申し出たため、クロフォードが10回TKO勝ちを収め5度目の防衛に成功した。この試合でクロフォードは600万ドル（約6億9千万円）、ポーターは400万ドル（約4億6千万円）のファイトマネーを稼いだ。また試合後に、クロフォードはこの試合で契約が満了したトップランク社との契約を更新せず「アラムはエロール・スペンス・ジュニア戦を確保できませんでした。私は自分のキャリアを前進させます」と、2011年から所属していたトップランク社からの離脱を宣言した。
2022年10月21日、4か月以上に渡って交渉していたスペンスとの対戦交渉がまとまらず最終段階で決裂したことで、クロフォードは代わりにダビッド・アバネシヤンと12月10日に対戦することが発表された。
2022年12月10日、ネブラスカ州のCHIヘルス・センター・オマハでWBO世界ウェルター級6位のダビッド・アバネシヤンと対戦。左アッパーからの右フックがヒットすると大の字に倒れアバネシヤンは失神。6回KO勝ちを収め6度目の防衛に成功した。

##### ウェルター級4団体王座統一
2023年5月23日、プレミア・ボクシング・チャンピオンズ及びTGBプロモーションズと2試合契約を結び、WBA・WBC・IBF世界ウェルター級王者のエロール・スペンス・ジュニアとの4団体王座統一戦が行われることが発表された。
2023年7月29日、ラスベガスのT-モバイル・アリーナでWBA・WBC・IBF世界ウェルター級統一王者エロール・スペンス・ジュニアと4団体王座統一戦を行い、2回と7回に計3度ダウンを奪うなど終始圧倒し、9回2分32秒TKO勝ちを収め、男子ボクサーでは史上初、女子ボクサーのクラレッサ・シールズに次いで史上2人目となる2階級での主要4団体王座統一に成功した。この試合でクロフォードとスペンスは共にファイトマネーに、ペイ・パー・ビュー売上の歩合や2100万ドル（約30億円）以上となった会場チケットの売上などの興行収入を加えて、それぞれ2500万ドル（約36億円）を稼いだ。
2023年8月31日、スペンスが対戦契約に含まれていた再戦条項を行使した。
2023年11月9日、IBFはクロフォードに暫定王者ジャロン・エニスとの団体内王座統一戦を行うよう指令していたが、先述したスペンスの再戦条項行使によりIBFは世界ウェルター級王座を剥奪し、暫定王者のエニスを同日付で正規王座に認定した。
スペンスが白内障の手術を受けるなどして再戦条項の有効期限が切れスペンスとの再戦が白紙となったため、クロフォードはプレミア・ボクシング・チャンピオンズを離れフリーエージェントとなった。
2024年5月27日、WBCはクロフォードが保持していたWBC世界ウェルター級王座について剥奪した上で休養王座に認定した。

#### スーパーウェルター級
2024年8月3日、カリフォルニア州ロサンゼルスのBMOスタジアムにてサウジアラビアの興行「リヤド・シーズン」の海外初開催興行及び米国初進出興行のメインイベントで、WBA世界スーパーウェルター級王者イスラエル・マドリモフとWBA世界スーパーウェルター級タイトルマッチ及びWBO世界スーパーウェルター級暫定王座決定戦を行い、12回3-0（116-112、2者が115-113）の判定勝ちを収め4階級制覇を達成した。尚、両選手ともサウジアラビア出身ではないにもかかわらず試合前にサウジアラビアの国歌が演奏された。また、この興行はメインイベント以外に前座でも豪華カードが組まれ、最低保証としてクロフォードは250万ドル（約3億6千万円）、マドリモフは75万ドル（約1億1千万円）のファイトマネーが保証されていたが、元Yahoo!のボクシング記者ケビン・アイオリは、会場チケットが数千枚無料で配布され、さらに大幅に値下げされたがそれでも売れず、ペイ・パー・ビューの販売も不振だったことから1000万ドル（約14億円）以上の赤字を出したと記事にしている。
2024年8月12日、クロフォードがWBO世界ウェルター級王座を返上し、WBOは暫定王者のブライアン・ノーマン・ジュニアを同日付で正規王座に認定した。
2024年8月30日、クロフォードがWBA世界ウェルター級スーパー王座を返上し、WBAはレギュラー王者のエイマンタス・スタニオニスを同日付で正規王座に認定した。
2025年3月21日、クロフォードがWBO世界スーパーウェルター級暫定王座を返上したため、WBOから指令されていたWBO世界同級王者のセバスチャン・フンドラとの団体内王座統一戦は白紙となった。

## エピソード
- 2020年1月21日、トップランク社CEOのボブ・アラムが、クロフォードとUFCのコナー・マクレガーを総合格闘技ルールとボクシングルールの2試合で対戦させることを、UFC代表のダナ・ホワイトに話をしてみるつもりで、「クロフォードはレスリングの経験があるので総合格闘技ルールでも不利にならないだろう」と発言した[85]。クロフォード本人も、「若い頃にボクシングに転向してからレスリングはずっとやっていないものの、総合格闘技の準備期間を長めにとれば、バックグラウンドのレスリングを生かして誰とでも競合できる」と自信をみせた[86]。ケル・ブルック戦の直前にもクロフォードは「コナーはそれほど良いレスラーでは無いからね。コナーはオクタゴンで大きな才能があり、私はボクシングで大きな才能がある。金次第だ。金を工面してくれたら、向こうへ行って彼と戦うよ」など、総合格闘技ルールでマクレガーと対戦することを真剣に考えていると述べた[87]。

### ボブ・アラムとの確執からのトップランク社離脱
- 2020年11月14日のケル・ブルックとの試合後にボブ・アラムがインタビューで、エロール・スペンス・ジュニアやキース・サーマンといったウェルター級の強豪選手のほとんどがPBCと契約しておりクロフォードと対戦させることが難しい状況にあるため、ビッグマッチを望んでいるクロフォードとトップランク社との契約期間が満了する2021年10月以降も契約を延長できると思うかとの質問に、「問題は、『我々が（トップランク社が）彼を引き止めたいのか？』だ」「我々は彼の過去3戦でビバリーヒルズに家を建てられるぐらいの金を失ったんだ」「テオフィモやシャクール、メイウェザー、パッキャオがしたように、クロフォードは自身をプロモートする必要がある。彼がそうしないのであれば、誰が彼を必要とするだろう？」（クロフォードは同じような質問に回答するのを嫌がったり、自身に批判的な質問に回答しないなど、メディア対応に非協力な面がある）「彼は世界で最も偉大なファイターかもしれない、しかし私は彼をプロモートするために破産するつもりはないんだ」などとクロフォードを激しくこき下ろした[88]。これに対して、クロフォードは「アラムとトップランクを強く非難することはできない。なぜなら、私のキャリアがここまで到達することができた全ての機会を与えてくれたからだ。私が求めていた試合を実現するために本当に出来る限りのことをやってくれたんだ」「彼がどうして公の場に出てきて私についてネガティブなことを言ったのかわからないが、恐らく多くの人が私が（トップランク社を）離れると言っていたから、彼は私のことを悪者のように見せたかったのかもしれない。でも彼とその事について話し合ったことはないんだ」としつつも、「頭にきたね。彼に対する見る目が完全に変わったよ」「それは私の仕事ではないんだ。私はプロモーターではない。私はファイターだ。戦うために報酬を受け取っているが、プロモートの報酬は受け取っていないんだ。彼はプロモートのために報酬を受け取っている。彼は私のプロモーターなんだから、彼が私のプロモートをするんだ」「アラムがそのように思ったのであれば、彼は私を今すぐにでも契約解除できる。彼が私を会社の資産で無いと感じたのであれば、今すぐに契約解除してくれ。私が損失や頭痛の種なら今、私を契約解除してくれ、そうすればもうこれ以上金を失う必要ないんだから」など語った[89]。しかしアラムはさらに「彼のチームが怒っていようが私は気にしない。私の言ったことの何が間違いだった？、彼の試合でどれだけ我々が損失を被ったか彼に見せてやる。私はこれ以上テレンス・クロフォードで金を失うビジネスに関わるつもりはないよ」と応戦した[90][91][92]。

- クロフォードが2021年11月20日のショーン・ポーター戦後に「アラムはエロール・スペンス戦を確保できませんでした」と契約が満了したトップランク社からの離脱を宣言すると、アラムは「残念ながら、クロフォードはどういうわけかペイ・パー・ビューが売れる選手ではないんだ。我々はできる限りの最高の試合を用意してきた。そして残念なことに、我々は彼のすべての試合で金を失ってきたんだ」と非難した[93]。

- クロフォードはトップランク社から離脱後の2022年1月にボブ・アラムとトップランク社に対して、「（アラムは）人種差別的で偏見のある発言を続け、黒人ボクサーの評判を故意に傷つけている」と主張し、このため年間試合数の約束が果たされなかったとして、1000万ドル（約11億円）の損害賠償を求める訴訟を起こした。アラムは人種差別主義者というクロフォードの主張を全面的に否定している[94][95][96]。

## 戦績
- アマチュアボクシング：70戦 58勝 12敗
- プロボクシング：41戦 41勝 (31KO) 無敗

| 戦           | 日付           | 勝敗 | 時間     | 内容    | 対戦相手                       | 国籍           | 備考                                                                                        |
| ------------ | -------------- | ---- | -------- | ------- | ------------------------------ | -------------- | ------------------------------------------------------------------------------------------- |
| 1            | 2008年3月14日  | ☆    | 1R 0:26  | KO      | ブライアン・カミングス         | アメリカ合衆国 | プロデビュー戦                                                                              |
| 2            | 2008年4月3日   | ☆    | 1R 終了  | TKO     | フィリベルト・ニエト           | メキシコ       |                                                                                             |
| 3            | 2008年7月26日  | ☆    | 4R       | 判定3-0 | ダーモン・アントニー           | アメリカ合衆国 |                                                                                             |
| 4            | 2008年8月22日  | ☆    | 4R       | 判定3-0 | アーロン・アンダーソン         | アメリカ合衆国 |                                                                                             |
| 5            | 2008年11月8日  | ☆    | 2R 1:14  | TKO     | マイケル・ウィリアムス         | アメリカ合衆国 |                                                                                             |
| 6            | 2009年3月7日   | ☆    | 4R       | 判定3-0 | トラビス・ハードマン           | アメリカ合衆国 |                                                                                             |
| 7            | 2009年3月21日  | ☆    | 1R 1:52  | KO      | ルーカス・ローダス             | アメリカ合衆国 |                                                                                             |
| 8            | 2009年5月2日   | ☆    | 3R 1:02  | TKO     | ミゲール・デルガド             | アメリカ合衆国 |                                                                                             |
| 9            | 2009年10月31日 | ☆    | 1R 2:35  | TKO     | スティーブ・マルケス           | アメリカ合衆国 |                                                                                             |
| 10           | 2009年12月19日 | ☆    | 2R 1:25  | TKO     | コーリー・ソムメルヴィレ       | アメリカ合衆国 |                                                                                             |
| 11           | 2010年5月1日   | ☆    | 3R 0:51  | TKO     | マーティー・ロビンス           | アメリカ合衆国 |                                                                                             |
| 12           | 2010年7月31日  | ☆    | 1R 2:28  | KO      | ロン・ボイド                   | アメリカ合衆国 |                                                                                             |
| 13           | 2011年2月26日  | ☆    | 1R 1:58  | KO      | アンソニー・モーラ             | アメリカ合衆国 |                                                                                             |
| 14           | 2011年7月30日  | ☆    | 2R 2:31  | TKO     | デリック・カンポス             | アメリカ合衆国 |                                                                                             |
| 15           | 2011年9月10日  | ☆    | 8R       | 判定3-0 | アンヘル・リオス               | プエルトリコ   |                                                                                             |
| 16           | 2012年4月14日  | ☆    | 5R 0:44  | KO      | アンドレ・ゴーゲス             | カナダ         |                                                                                             |
| 17           | 2012年6月8日   | ☆    | 2R 2:30  | KO      | デビッド・ロデア               | アメリカ合衆国 |                                                                                             |
| 18           | 2012年9月13日  | ☆    | 4R 0:40  | TKO     | ハーディ・パラデス             | チリ           |                                                                                             |
| 19           | 2012年11月10日 | ☆    | 6R 2:47  | TKO     | シドニー・シクエイラ           | ブラジル       |                                                                                             |
| 20           | 2013年3月30日  | ☆    | 10R      | 判定3-0 | ブレイディス・プレスコット     | コロンビア     |                                                                                             |
| 21           | 2013年6月15日  | ☆    | 6R 0:17  | TKO     | アレハンドロ・サナブリア       | メキシコ       | NABO北米ライト級王座決定戦                                                                  |
| 22           | 2013年10月5日  | ☆    | 10R      | 判定3-0 | アンドレイ・キリモフ           | ロシア         |                                                                                             |
| 23           | 2014年3月1日   | ☆    | 12R      | 判定3-0 | リッキー・バーンズ             | イギリス       | WBO世界ライト級タイトルマッチ                                                               |
| 24           | 2014年6月28日  | ☆    | 9R 2:53  | TKO     | ユリオルキス・ガンボア         | キューバ       | WBO防衛1                                                                                    |
| 25           | 2014年11月29日 | ☆    | 12R      | 判定3-0 | レイムンド・ベルトラン         | メキシコ       | WBO防衛2・リングマガジン王座獲得                                                            |
| 26           | 2015年4月18日  | ☆    | 6R 1:51  | TKO     | トーマス・ドゥローメ           | プエルトリコ   | WBO世界スーパーライト級王座決定戦                                                           |
| 27           | 2015年10月24日 | ☆    | 10R 2:30 | TKO     | ディエリー・ジャン             | カナダ         | WBO防衛1                                                                                    |
| 28           | 2016年2月27日  | ☆    | 5R 2:09  | TKO     | ヘンリー・ランディー           | アメリカ合衆国 | WBO防衛2                                                                                    |
| 29           | 2016年7月23日  | ☆    | 12R      | 判定3-0 | ビクトル・ポストル             | ウクライナ     | WBC・WBO世界スーパーライト級王座統一戦 WBO防衛3 WBC・リングマガジン王座獲得                 |
| 30           | 2016年12月3日  | ☆    | 8R 2:32  | TKO     | ジョン・モリーナ・ジュニア     | アメリカ合衆国 | WBC防衛1・WBO防衛4                                                                          |
| 31           | 2017年5月20日  | ☆    | 10R 終了 | TKO     | フェリックス・ディアス         | ドミニカ共和国 | WBC防衛2・WBO防衛5                                                                          |
| 32           | 2017年8月19日  | ☆    | 3R 1:18  | KO      | ジュリアス・インドンゴ         | ナミビア       | WBA・WBC・IBF・WBO世界スーパーライト級王座統一戦 WBC防衛3・WBO防衛6 WBA・IBF獲得            |
| 33           | 2018年6月9日   | ☆    | 9R 2:33  | TKO     | ジェフ・ホーン                 | オーストラリア | WBO世界ウェルター級タイトルマッチ                                                           |
| 34           | 2018年10月13日 | ☆    | 12R 2:42 | TKO     | ホセ・ベナビデス               | アメリカ合衆国 | WBO防衛1                                                                                    |
| 35           | 2019年4月20日  | ☆    | 6R 0:47  | TKO     | アミール・カーン               | イギリス       | WBO防衛2                                                                                    |
| 36           | 2019年12月14日 | ☆    | 9R 0:44  | TKO     | エギディウス・カバリアウスカス | リトアニア     | WBO防衛3                                                                                    |
| 37           | 2020年11月14日 | ☆    | 4R 1:14  | TKO     | ケル・ブルック                 | イギリス       | WBO防衛4                                                                                    |
| 38           | 2021年11月20日 | ☆    | 10R 1:21 | TKO     | ショーン・ポーター             | アメリカ合衆国 | WBO防衛5                                                                                    |
| 39           | 2022年12月10日 | ☆    | 6R 2:14  | KO      | ダビッド・アバネシヤン         | ロシア         | WBO防衛6                                                                                    |
| 40           | 2023年7月29日  | ☆    | 9R 2:32  | TKO     | エロール・スペンス・ジュニア   | アメリカ合衆国 | WBA・WBC・IBF・WBO世界ウェルター級王座統一戦 WBO防衛7 WBA・WBC・IBF・リングマガジン王座獲得 |
| 41           | 2024年8月3日   | ☆    | 12R      | 判定3-0 | イスラエル・マドリモフ         | ウズベキスタン | WBA世界スーパーウェルター級タイトルマッチ WBO世界スーパーウェルター級暫定王座決定戦         |
| 42           | 2025年9月13日  | -    | -        | -       | サウル・アルバレス             | メキシコ       | WBA・WBC・IBF・WBO世界スーパーミドル級タイトルマッチ 試合前                                 |
| テンプレート |                |      |          |         |                                |                |                                                                                             |

## 獲得タイトル
- NABO北米ライト級王座
- WBO世界ライト級王座（防衛2=返上）
- WBO世界スーパーライト級スーパー王座（防衛6=返上）
- WBC世界スーパーライト級王座（防衛3=返上）
- WBA世界スーパーライト級スーパー王座（防衛0=返上）
- IBF世界スーパーライト級王座（防衛0=返上）
- WBO世界ウェルター級スーパー王座（防衛7=返上）
- WBA世界ウェルター級スーパー王座（防衛0=返上）
- WBC世界ウェルター級王座（防衛0=剥奪および休養王座に認定）
- WBC世界ウェルター級休養王座（防衛0）
- IBF世界ウェルター級王座（防衛0=剥奪)
- WBA世界スーパーウェルター級王座（防衛0）
- WBO世界スーパーウェルター級暫定王座（防衛0=返上）
- リングマガジン世界ライト級王座
- リングマガジン世界スーパーライト級王座
- リングマガジン世界ウェルター級王座

## 表彰
- 2014年アメリカ合衆国ボクシングライター・アソシエーション 最優秀ボクサー
- 2017年ヤフー・スポーツ 最優秀ボクサー賞
- 2018年ESPY賞 最優秀ファイター賞
- WBO 2018年最優秀選手賞
- WBO 2014年12月度月間MVP
- WBO 2016年7月度月間MVP
- WBC 2016年8月度月間MVP
- WBA 2017年8月度月間MVP
- WBO 2017年9月度月間MVP
- WBC 2017年9月度月間優秀選手賞

## ペイ・パー・ビュー売上げ
| 開催年月日     | イベント                                                | 販売件数           | テレビ局  | 備考   |
| -------------- | ------------------------------------------------------- | ------------------ | --------- | ------ |
| 2024年8月3日   | テレンス・クロフォード vs. イスラエル・マドリモフ       | 10万件 - 19万件    | DAZN      | 80ドル |
| 2023年7月29日  | エロール・スペンス・ジュニア vs. テレンス・クロフォード | 65万件 - 67万5千件 | SHOWTIME  | 85ドル |
| 2022年12月10日 | テレンス・クロフォード vs. ダビッド・アバネシヤン       | 12万件             | BLK Prime | 40ドル |
| 2021年11月20日 | テレンス・クロフォード vs. ショーン・ポーター           | 15万件             | ESPN+     | 70ドル |
| 2019年4月20日  | テレンス・クロフォード vs. アミール・カーン             | 15万件             | ESPN      | 70ドル |
| 2016年7月23日  | テレンス・クロフォード vs. ビクトル・ポストル           | 5万件              | HBO       | 60ドル |